# Figuracja (muzyka)
Figuracja (łac. figuratio – kształtowanie) – szybki przebieg pasażowy lub skalowy, wiążący się często z powtarzaniem łatwo identyfikowanej figury lub motywu; typowy szczególnie dla wariacji oraz rozwijania chorału czy melodii hymnicznej (zob. organowy chorał figurowany). Figuracja może być efektem stosowania dyminucji lub kolorowania, czyli zdobienia podstawowych wysokości (np. poprzez wypełnienie krokami melodycznymi przestrzeni między różnymi wysokościami). Stosuje się terminy figuracji harmonicznej (zob. bas Albertiego) i melodycznej.